# مارسل بیبیشکوف
مارسل بیبیشکوف (بلغاری: Марсел Крум Бибишков؛ زادهٔ ۱۱ آوریل ۲۰۰۷) بازیکن فوتبال اهل بلغارستان است.